# Papeška univerza Gregoriana
Papeška Univerza Gregoriana (italijansko Pontificia Università Gregoriana) je ena izmed univerz Rimskokatoliške cerkve s sedežem v Rimu.
Priznava se za dedinjo rimskega kolegija, ki ga je ustanovil Ignacij Lojolski, in se vse do danes posveča poučevanju različnih disciplin v okviru humanističnih znanosti, na poseben način filozofskih in teoloških.

## Zgodovina

### Rimski kolegij
Ignacij Lojolski, ustanovitelj Družbe Jezusove (jezuitov) je 18. februarja 1551, z denarjem, ki ga je prejel od Frančiška Borgie, najel hišo na pobočju rimskega griča Kapitol in v njej odprl »Šolo gramatike, humanistike in krščanske doktrine.« To je bila prva šola patrov jezuitov, ki je imela tudi majhno knjižnico, imenovala pa se je Rimski kolegij. Septembra, istega leta, ko je Ignacij videl veliko število študentov, je bil prisiljen prestaviti kolegij v prostornejšo stavbo, v kateri se je katedri za latinščino in grščino pridružila še katedra za hebrejščino. Komaj dve leti po svoji ustanovitvi je Rimski kolegij že štel 250 učencev. Papež Pavel VI. je 17. januarja 1556 inštitutu dal pravico do podeljevanja akademskih naslovov v filozofiji in teologiji, s čimer je ustanovo povzdignil na univerzitetno raven. Leta 1557 je bil kolegij, zaradi vedno večjega števila študentov, preseljen v Palačo Salviati, kjer je ostal do konca leta 1560, ko so jezuiti od Viktorja della Tolfa, markiza della Vale, dobili v dar nekaj bližnjih zgradb, ki so jih preuredili za študijske namene. V tem času je Rimski kolegij štel že več kot tisoč študentov, na novo pa so bile ustanovljene katedre za arabski jezik, kazuistiko in za moralno filozofijo.
Leta 1581 je papež Gregor XIII. želel dati Rimskemu kolegiju primernejši sedež, zato je razlastil dve bližnji stanovanjski zgradbi in naročil arhitektu Bartolomeju Ammanatiju načrte za novo stavbo, ki je bila odprta 28. oktobra 1584. Z novimi prostori se je lahko povečalo število znanstvenih disciplin, ki so jih poučevali na univerzi: dodane so bile katedra za cerkveno zgodovino, liturgijo in govorništvo. V nekaj letih je število študentov preraslo dva tisoč. Leta 1773 je bila Univerza, zaradi ukinitve Družbe Jezusove, zaupana rimskemu kleru, vendar jo je papež Leon XII., po ponovni ustanovitvi Družbe Jezusove, vrnil jezuitom 17. maja 1824. 
Leta 1873 je stavbo Rimskega kolegija, obenem s knjižnico, cerkvenim muzejem, znanstvenim kabinetom in slavnim astronomskim observatorijem, zaplenila italijanska država. Univerza, ki je tako ostala brez svojega sedeža, je morala biti razdeljena: univerzitetni oddelek je bil v bližnji palači Gabrielli-Borromeo, sedež je bil v Nemško-Madžarskem kolegiju, medtem ko sta bila gimnazija in licej leta 1879 urejena v Vili Peretti blizu Terminija.

### Papeška univerza
Papež Pij IX. je 4. decembra 1873 podelil jezuitski univerzi naziv »Papeška univerza Gregoriana Rimskega kolegija« predvsem zaradi zmanjšanega števila disciplin, ki so jih poučevali (ostali sta le še filozofija in teologija), pa tudi zaradi majhnosti prostorov in zmanjšanega števila študentov, ki jih je bilo leta 1875 le okoli 250. Šele od leta 1886, ko je Nemško-Madžarski kolegij zapustil palačo Borromeo, je univerza lahko postopoma prevzela svoj akademski značaj, ter ponovno uvedla poučevanje številnih disciplin. Po prvi svetovni vojni sta se papeža Benedikta XV. in njegov naslednik papež Pij XI. zavzela, da bi se našli primernejši in didaktično ustreznejši prostori za Papeško univerzo Gregoriano. Nov sedež v palačah na Trgu Pillota je bil slovesno odprt 6. novembra 1930. Leta 1932 sta bili ustanovljeni Fakulteta za Misiologijo in Fakulteta za cerkveno zgodovino, leta 1951 pa še Fakulteta za sociološke znanosti. Danes na Papeški univerzi Gregoriani študira okoli 3.000 študentov, ki prihajajo iz 130 držav, ta »univerzalnost« pa je tudi značilnost profesorskega zbora, saj tudi profesorji prihajajo iz 40 različnih držav.

## Značilnosti in namen
Cilj univerze je kulturno in človeško oblikovanje moških in žensk, ki prihajajo iz vsega sveta, da bi poglobili in nato vse bolj razširili pridobljeno znanje skozi raziskovalni premislek, poučevanje ter s pomočjo poznavanja in smisla krščanske katoliške vere. Kot cerkvena univerza, zaupana v vodenje jezuitom, je njena značilnost tudi, da je povsem na razpolago Svetemu sedežu, spodbujajoč dialog s svetom kulture in znanosti, v srečevanju z drugimi krščanskimi veroizpovedmi in drugimi verstvi, ter zavedajoč se vrednosti in dostojanstva vsake osebe.

## Fakultete
- Teologija
- Kanonsko pravo
- Filozofija
- Zgodovina in umetnostne dobrine cerkve
- Misiologija
- Družbene znanosti

## Inštituti
- Duhovnost
- Psihologija
- Religiozne znanosti
- Verstva in kulture

## Centri
- Družbene komunikacije
- Oblikovanje seminarjev
- Pravne študije
- Laikos

## Pridružene univerze
- Papeški biblični inštitut
- Papeški orientalski inštitut

## Slavni študentje

### Papeži, ki so študirali na Gregoriani
- Alessandro Ludovisi → Papež Gregor XV.
- Maffeo Barberini → Papež Urban VIII.
- Giovan Battista Pamphili → Papež Inocenc X.
- Emilio Altieri → Papež Klemen X.
- Antonio Pignatelli → Papež Inocenc XII.
- Gian Francesco Albani → Papež Klemen XI.
- Michelangelo Conti → Papež Inocenc XIII.
- Lorenzo Corsini → Papež Klemen XII.
- Gioacchino Pecci → Papež Leon XIII.
- Giacomo della Chiesa → Papež Benedikt XV.
- Achille Ratti → Papež Pij XI.
- Eugenio Pacelli → Papež Pij XII.
- Giovanni Battista Montini → Papež Pavel VI.
- Albino Luciani Palombi → Papež Janez Pavel I.

### Svetniki in blaženi
- Robert Bellarmino, profesor in rektor
- Ludvik Gonzaga
- Maksimilijan Kolbe

### Znani slovenski študentje in profesorji
- Karel Vladimir Truhlar
- Alojzij Šuštar
- Ivan Rebernik
- Marjan Turnšek
- Marko Ivan Rupnik
- Ivan Štuhec
- Milan Bizant
- Roman Globokar
- Ivan Žužek